# Distribution q-Weibull
En statistique, la distribution q-Weibull est une distribution de probabilité qui généralise la distribution de Weibull et la distribution de Lomax (en) (ou loi de Pareto type II). C'est un exemple de distribution de Tsallis.

## Caractéristiques

### Fonction de densité de probabilité
La densité de probabilité d'une variable aléatoire de type q-Weibull est :
{\displaystyle f(x;q,\lambda ,\kappa )={\begin{cases}(2-q){\frac {\kappa }{\lambda }}\left({\frac {x}{\lambda }}\right)^{\kappa -1}e_{q}(-(x/\lambda )^{\kappa })&x\geq 0\\0&x<0\end{cases}}}
où {\displaystyle q<2} et {\displaystyle \kappa <0} sont les paramètres de forme et {\displaystyle \lambda >0} est le paramètre d'échelle de la distribution. {\displaystyle e_{q}} est la q-exponentielle,, :
{\displaystyle e_{q}(x)={\begin{cases}\exp(x)&{\text{si }}q=1\\[6pt][1+(1-q)x]^{1/(1-q)}&{\text{si }}q\neq 1{\text{ et }}1+(1-q)x>0\\[6pt]0^{1/(1-q)}&{\text{si }}q\neq 1{\text{ et }}1+(1-q)x\leq 0\\[6pt]\end{cases}}}

### Fonction de distribution
La fonction de distribution d'une variable aléatoire de type q-Weibull est :
{\displaystyle {\begin{cases}1-e_{q'}^{-(x/\lambda ')^{\kappa }}&x\geq 0\\0&x<0\end{cases}}}
où
{\displaystyle \lambda '={\lambda  \over (2-q)^{1 \over \kappa }}}
{\displaystyle q'={1 \over (2-q)}}

## Espérance mathématique
La moyenne de la distribution q-Weibull est, en notant {\displaystyle B(\cdot )} la fonction bêta et {\displaystyle \Gamma (\cdot )} la fonction gamma :
{\displaystyle \mu (q,\kappa ,\lambda )={\begin{cases}\lambda \,\left(2+{\frac {1}{1-q}}+{\frac {1}{\kappa }}\right)(1-q)^{-{\frac {1}{\kappa }}}\,B\left[1+{\frac {1}{\kappa }},2+{\frac {1}{1-q}}\right]&q<1\\\lambda \,\Gamma (1+{\frac {1}{\kappa }})&q=1\\\lambda \,(2-q)(q-1)^{-{\frac {1+\kappa }{\kappa }}}\,B\left[1+{\frac {1}{\kappa }},-\left(1+{\frac {1}{q-1}}+{\frac {1}{\kappa }}\right)\right]&1<q<1+{\frac {1+2\kappa }{1+\kappa }}\\\infty &1+{\frac {\kappa }{\kappa +1}}\leq q<2\end{cases}}}
L'expression de la moyenne est une fonction continue de {\displaystyle q}.

## Relation avec d'autres distributions
La distribution q-Weibull est équivalente à la distribution de Weibull lorsque {\displaystyle q=1} et équivalente à la distribution q-exponentielle lorsque {\displaystyle \kappa =1}.
La distribution q-Weibull est une généralisation de la distribution de Weibull, car elle étend cette distribution aux cas de support fini ({\displaystyle q<1}) et permet d'inclure les distributions à longue traîne {\displaystyle (q\geq 1+{\frac {\kappa }{\kappa +1}})}.
La distribution q-Weibull est une généralisation de la distribution de Lomax (en) (ou loi de Pareto type II) car elle étend cette distribution aux cas de support fini et ajoute le paramètre {\displaystyle \kappa }. Les paramètres de Lomax sont :
{\displaystyle \alpha ={{2-q} \over {q-1}}~,~\lambda _{\text{Lomax}}={1 \over {\lambda (q-1)}}}
Comme la distribution de Lomax est une version décalée de la distribution de Pareto, la distribution q-Weibull pour {\displaystyle \kappa =1} est une généralisation décalée et reparamétrée de la loi de Pareto. Lorsque {\displaystyle q>1} la distribution q-Weibull est équivalente à la loi de Pareto décalée pour avoir un support commençant à zéro :
{\displaystyle {\text{Si }}X\sim \operatorname {{\mathit {q}}-Weibull} (q,\lambda ,\kappa =1){\text{ et }}Y\sim \left[\operatorname {Pareto} \left(x_{m}={1 \over {\lambda (q-1)}},\alpha ={{2-q} \over {q-1}}\right)-x_{m}\right],{\text{ alors }}X\sim Y\,}